# Sojuz TMA-12M
Sojuz TMA-12M – misja statku Sojuz do Międzynarodowej Stacji Kosmicznej, której celem było dostarczenie i sprowadzenie z powrotem załogi biorącej udział w 39. i 40. ekspedycji. Była to 121. misja statku Sojuz i 38. na Międzynarodową Stację Kosmiczną.
Start nastąpił 25 marca 2014 r. o 21:17 UTC (3:17 26 marca czasu miejscowego) z Bajkonuru. Lot do stacji planowano na stosunkowo nowej, krótszej ścieżce podejścia, zajmującej ok. 6 godzin i z dokowaniem 26 marca. W trakcie lotu doszło jednak do problemów z kontrolą wysokości, w wyniku których statek znalazł się wyżej niż planowano, a następnie nie doszło do jednego z planowanych odpaleń silników. W efekcie powrócono do starej, dwudniowej procedury podejścia i dokowanie nastąpiło 27 marca.
Kapsuła pozostała na Międzynarodowej Stacji Kosmicznej jako szalupa ratunkowa, a następnie przetransportowała tę samą załogę na Ziemię odcumowując się i lądując zgodnie z planem 11 września 2014 r.

## Załoga

### Podstawowa
- Aleksandr Skworcow (2) – dowódca (Rosja)
- Oleg Artiemjew (1) – inżynier pokładowy (Rosja)
- Steven Swanson (3) – inżynier pokładowy (USA)

### Rezerwowa
- Aleksandr Samokutiajew (2) – dowódca (Rosja)
- Jelena Sierowa (1) – inżynier pokładowy (Rosja)
- Barry Wilmore (2) – inżynier pokładowy (USA)

## Galeria

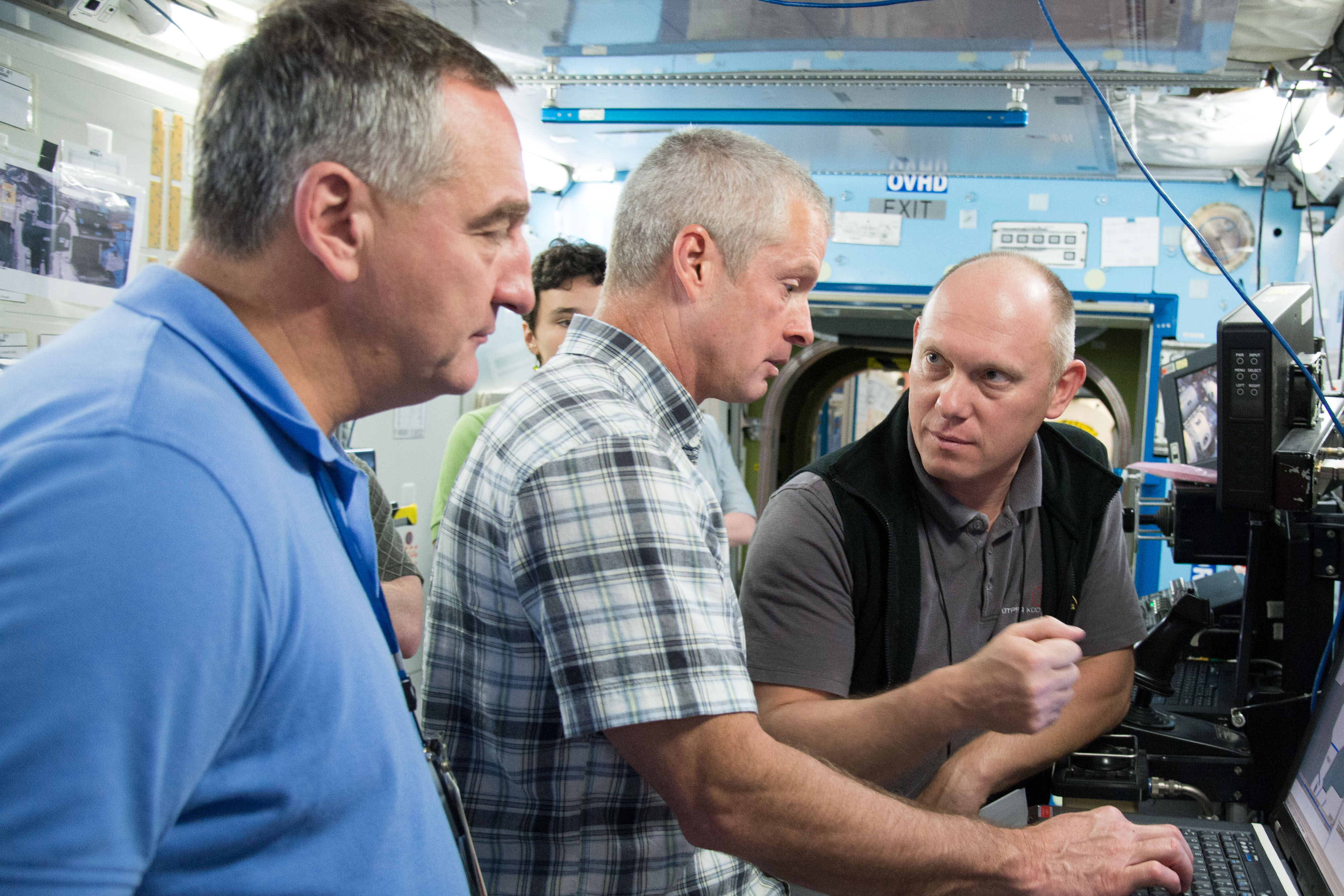
Załoga podczas treningu (kwiecień 2013)
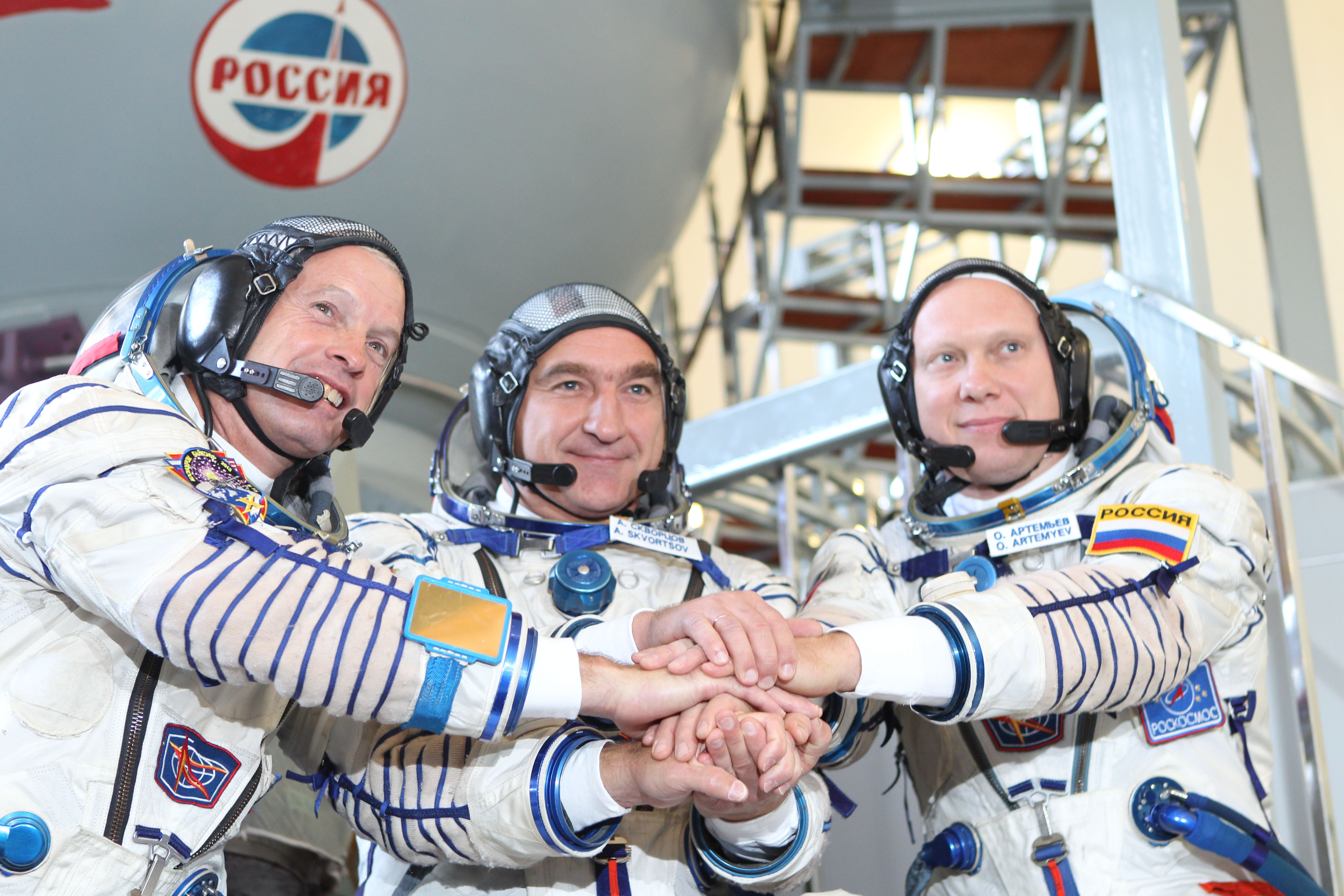
Załoga podczas treningu (wrzesień 2013)
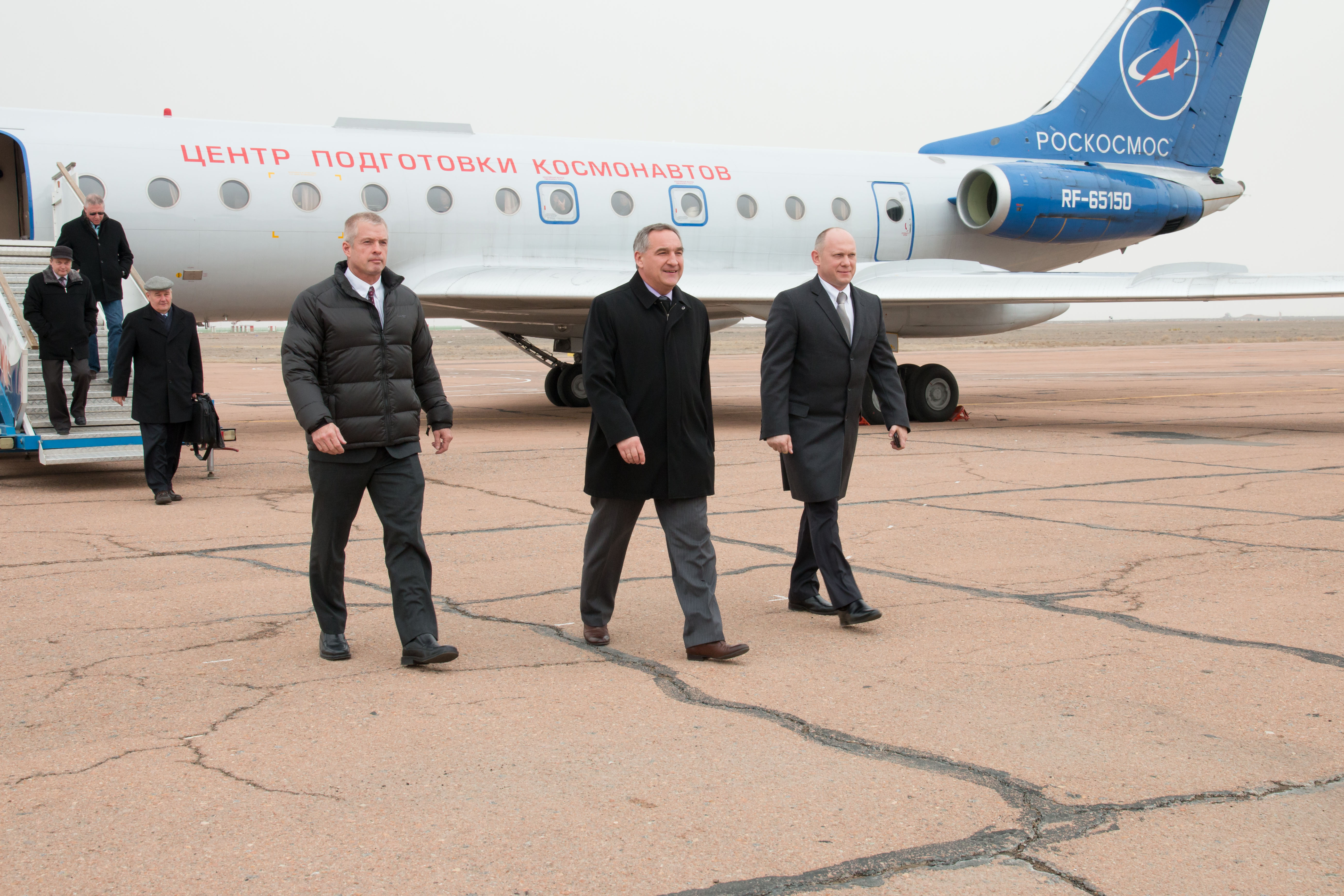
Załoga przybyła do Bajkonuru (13 marca 2014)
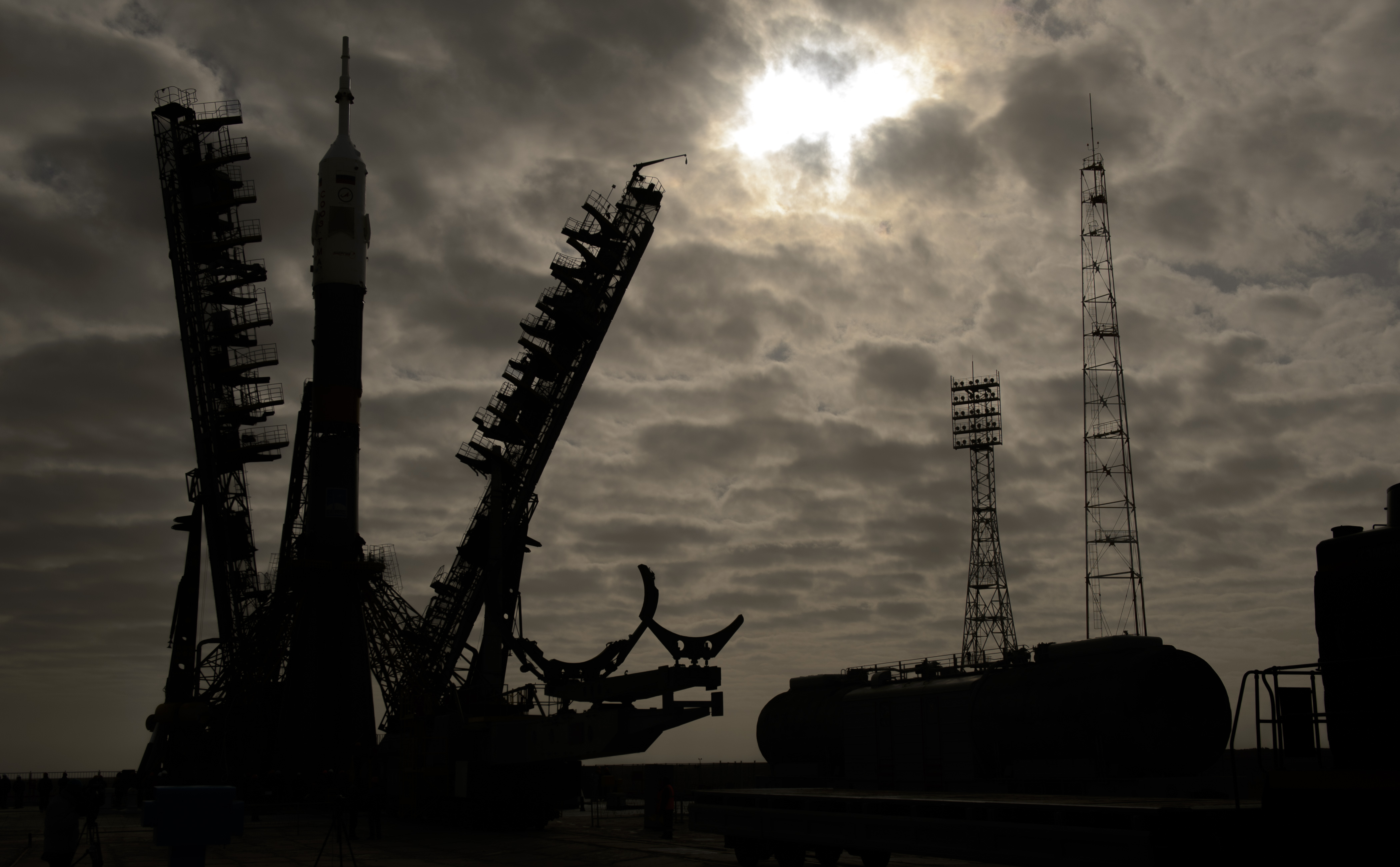
Rakieta nośna na wyrzutni (23 marca 2014)
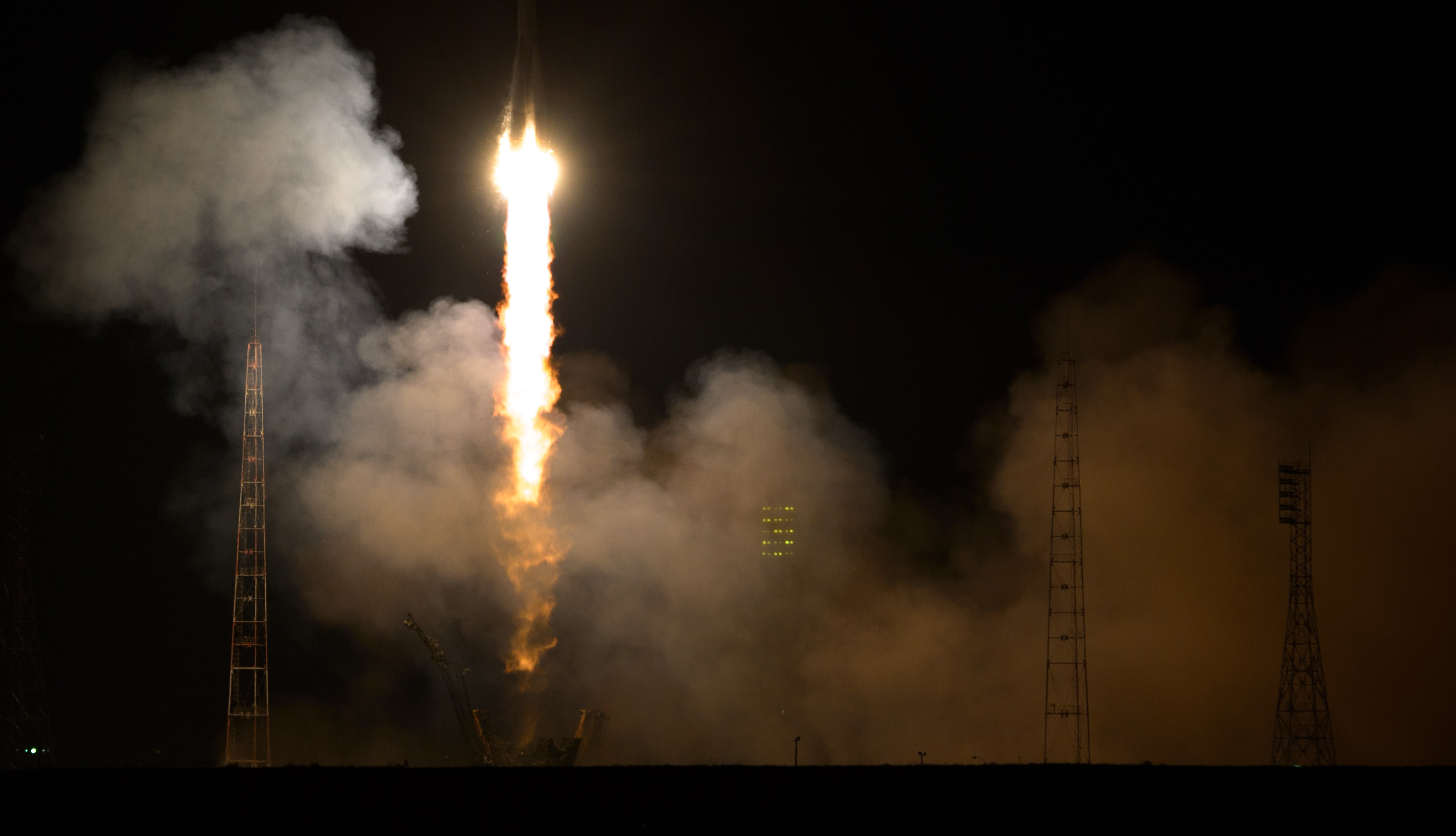
Start (25 marca 2014)
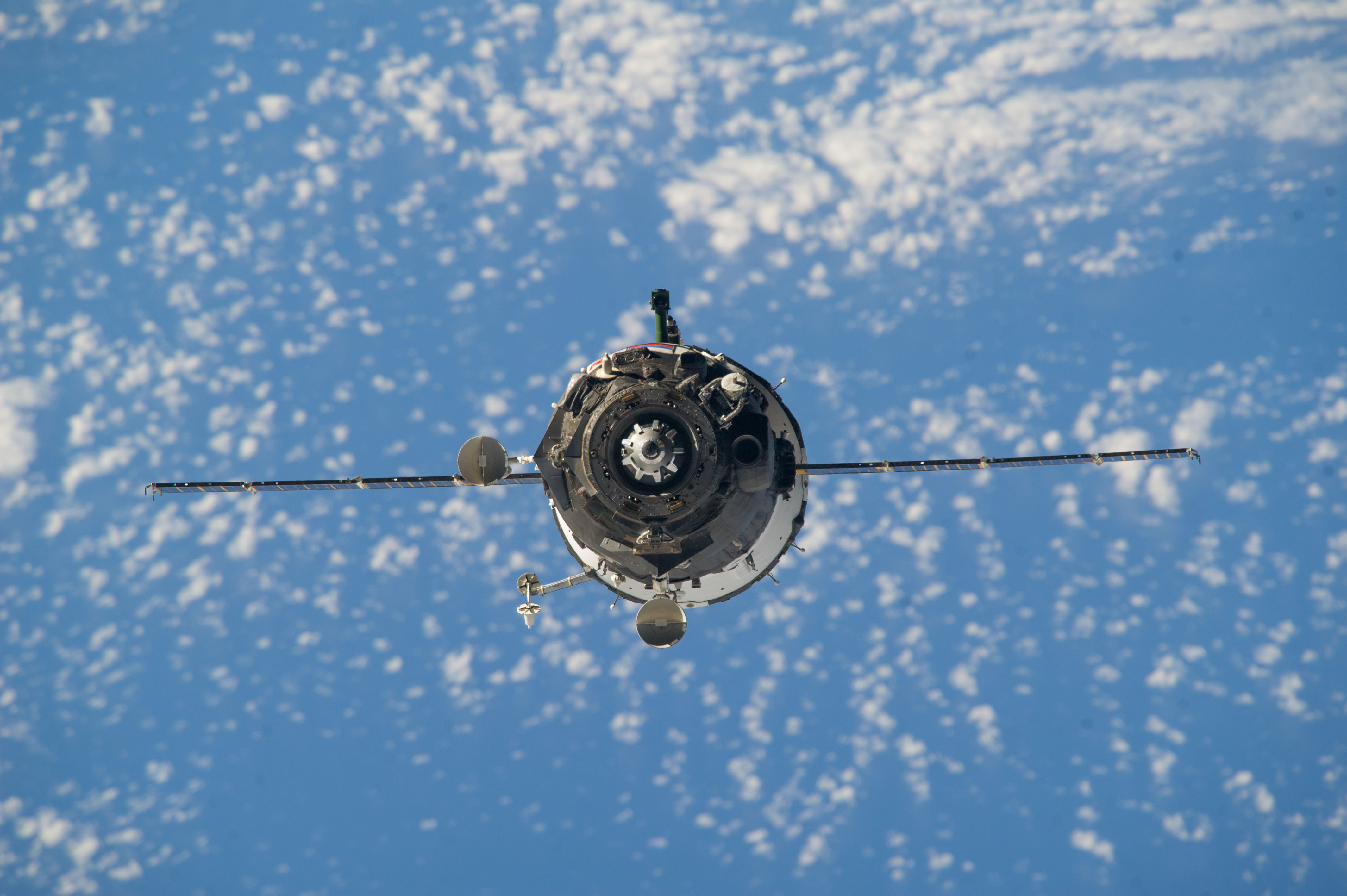
Statek zbliża się do Stacji (26 marca 2014)
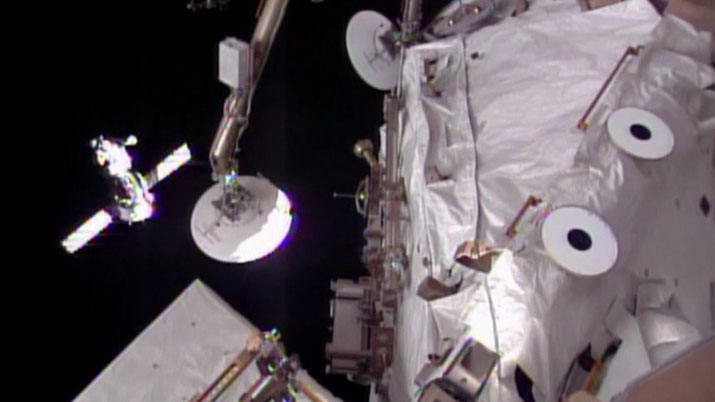
Podejście do dokowania (27 marca 2014)
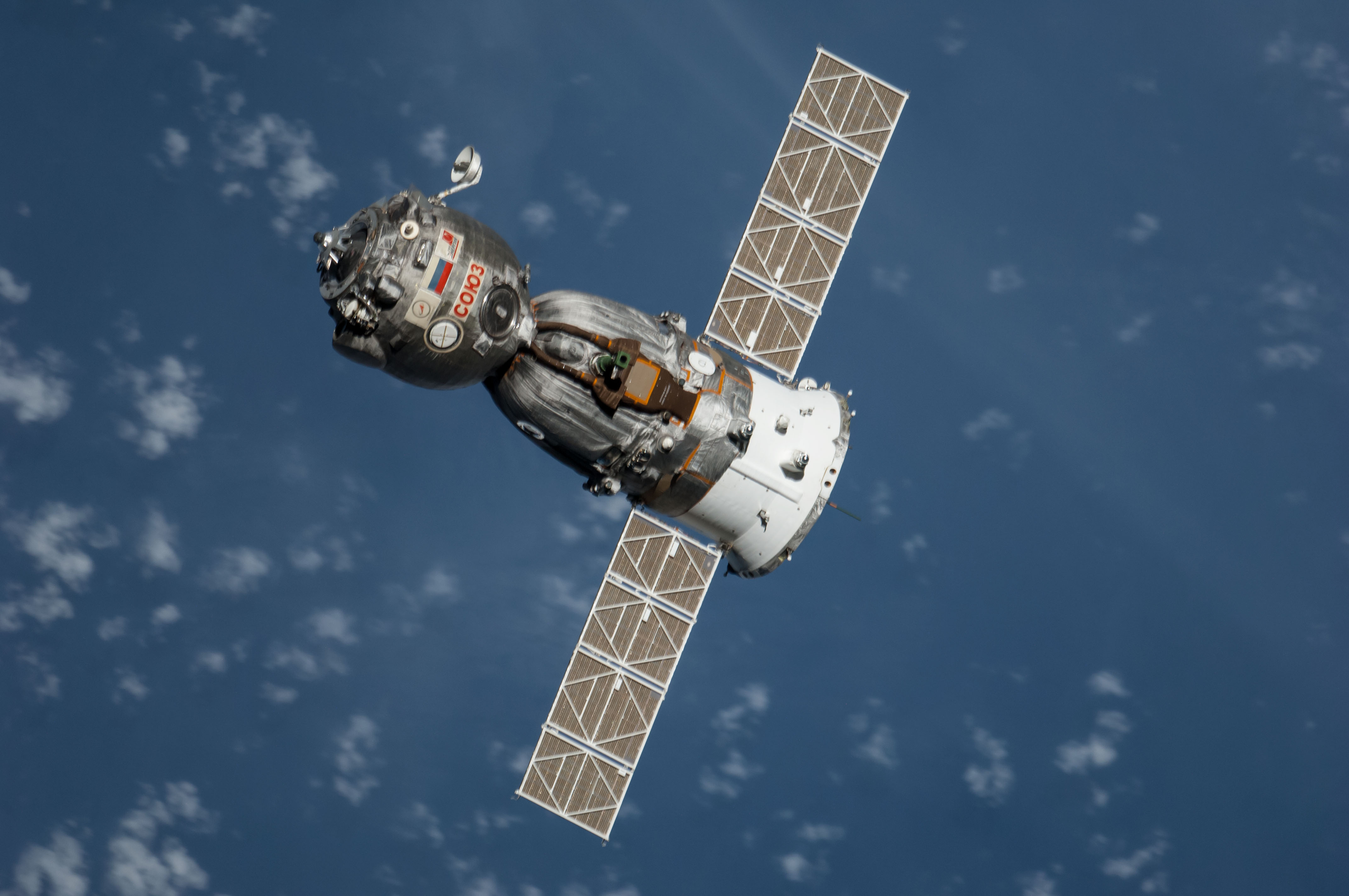
Odłączenie od Stacji (10 września 2014)
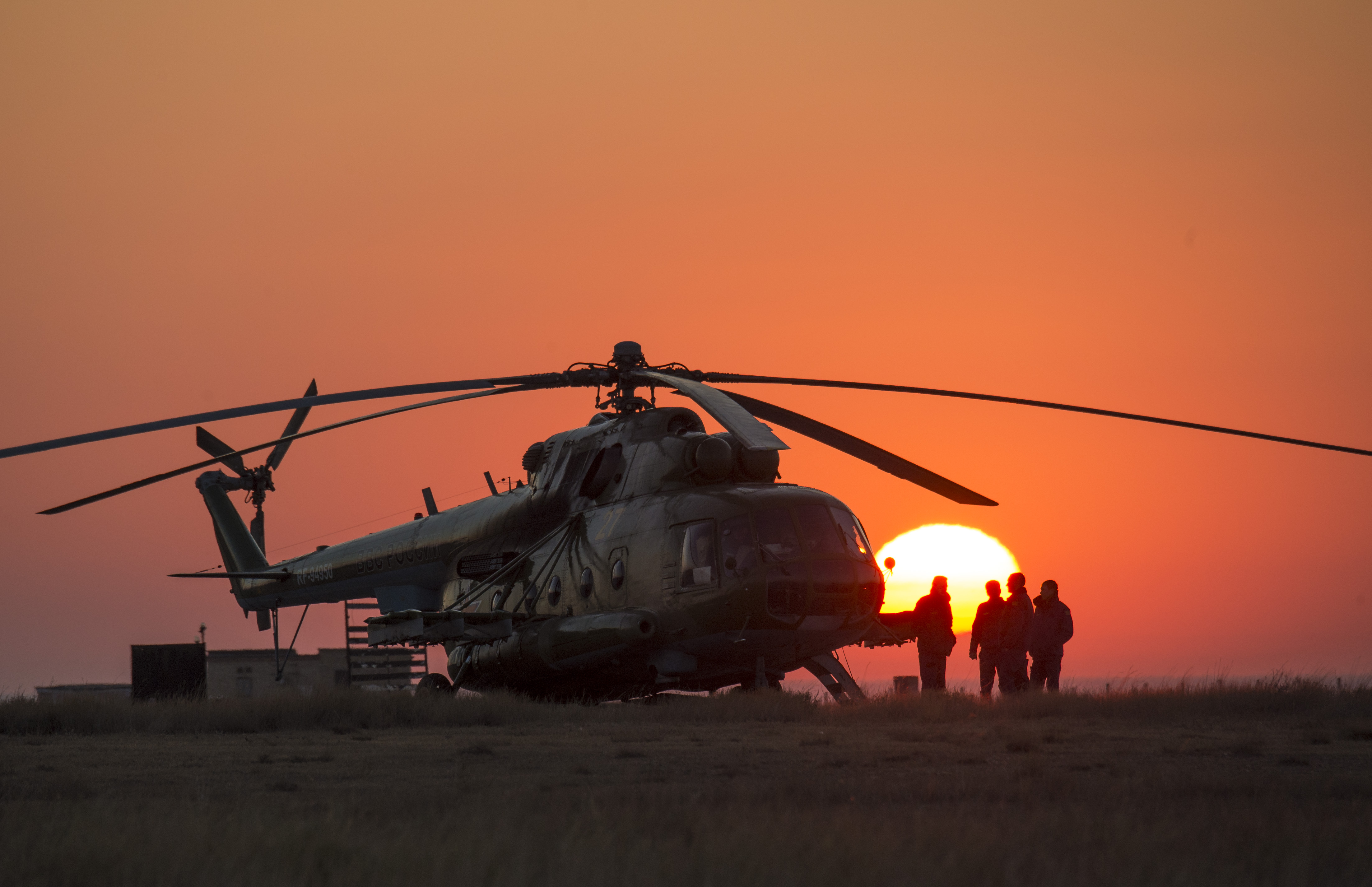
W oczekiwaniu na lądowanie (11 września 2014)
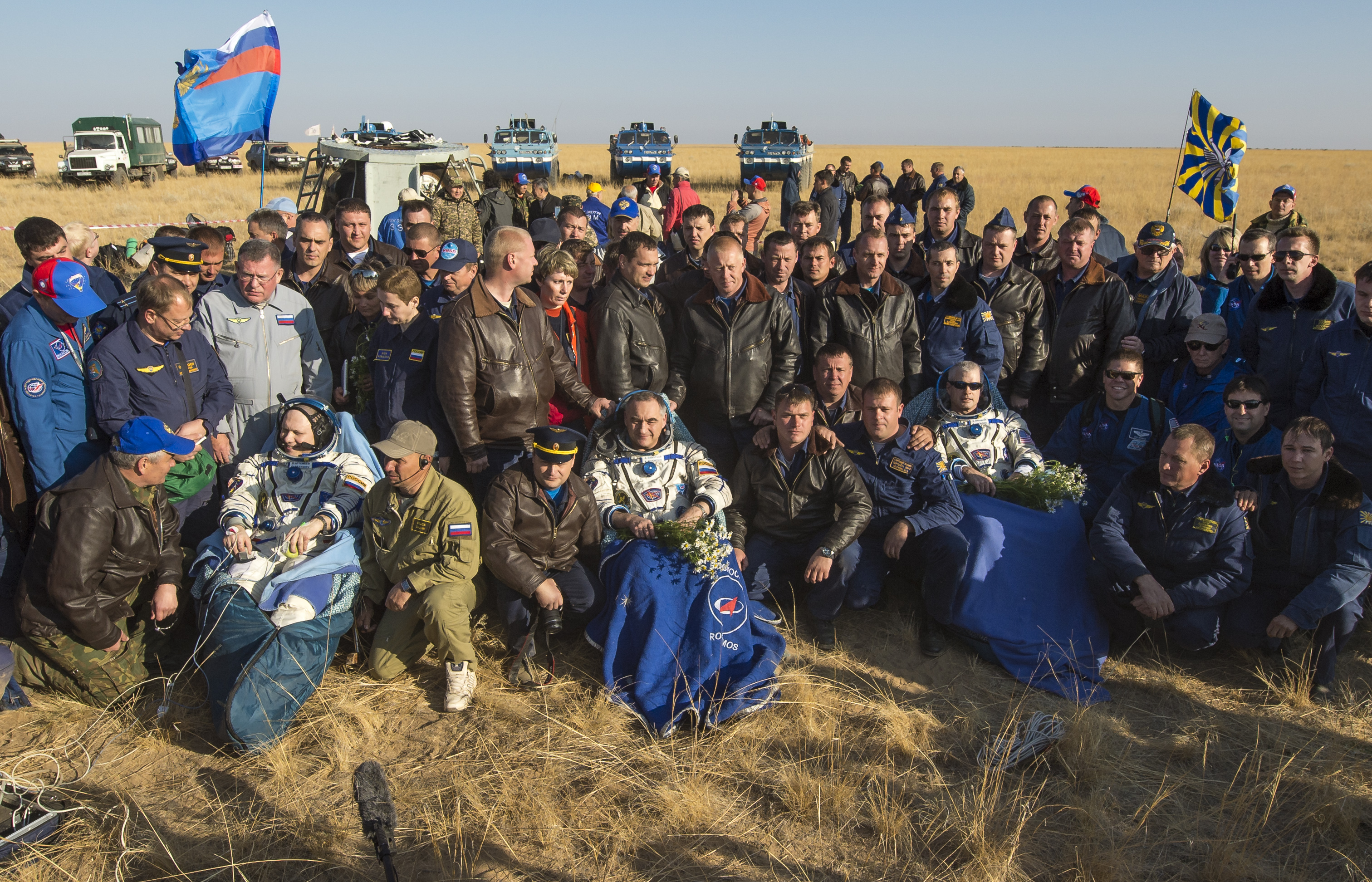
Lądowanie (11 września 2014)